# Cornelio Heredia
Cornelio Heredia Zambrano (Chincha, 16 de octubre de 1920-Lima, 29 de septiembre de 2004) fue un futbolista peruano.

Se formó en los Bombones de Chincha desde 1936. Hizo su debut en el Alfonso Ugarte de Chiclín en 1944. 
Fue uno los pilares del Alianza Lima donde llegó en 1946 y logró los títulos de campeón nacional en 1954 y 1955. Conocido popularmente como Chocolatín, Don Cornelio o el Brujo, por su intuición y gran capacidad para cortar el juego de los rivales, fue volante de los aliancistas y de la selección peruana durante una trayectoria que se inició en los años cuarenta y se prolongó hasta fines de la década de los cincuenta.
Formó parte de diversas selecciones peruanas, entre ellas las de los torneos sudamericanos de 1953 en Lima y 1955 en Santiago.
Culminó su carrera en Ciclista Lima en 1960.

## Clubes
| Club                      | País | Año         | PJ  | GF |
| ------------------------- | ---- | ----------- | --- | -- |
| Alfonso Ugarte de Chiclín | Perú | 1944 - 1945 |     |    |
| Alianza Lima              | Perú | 1946 - 1958 | 180 | 8  |
| Ciclista Lima             | Perú | 1959 - 1960 | 30  | 2  |

## Palmarés

### Campeonatos nacionales
| Título                 | Club         | País | Año  |
| ---------------------- | ------------ | ---- | ---- |
| Liga peruana de fútbol | Alianza Lima | Perú | 1948 |
| Liga peruana de fútbol | Alianza Lima | Perú | 1952 |
| Liga peruana de fútbol | Alianza Lima | Perú | 1954 |
| Liga peruana de fútbol | Alianza Lima | Perú | 1955 |